# Fernandinho
Fernandinho Luiz Rosa (Londrina, 4 mei 1985), alias Fernandinho, is een Braziliaans voetballer. Hij speelt doorgaans als verdedigende middenvelder. Hij verruilde in juni 2022 Manchester City voor zijn jeugdclub. In 2011 debuteerde hij bij het Braziliaans voetbalelftal.

## Carrière

### Atlético Paranaense
Fernandinho begon zijn carrière bij Série A club: Club Athletico Paranaense. Hij stroomde er in 2002 door van bij de jeugd naar het eerste elftal. In de vier seizoenen dat hij voor de club speelde betwistte hij 81 wedstrijden waarin hij 15 keer wist te scoren. Hij won in zijn periode bij deze club geen prijzen. Wel werd hij vice-landskampioen in 2004 en was hij verliezend finalist van de Copa Libertadores 2005.

### Sjachtar Donetsk
In juli 2005 realiseerde Fernandinho een transfer naar Europa. Samen met ploegmaat Jádson stapte hij over naar het Oekraïense Sjachtar Donetsk. Atlético Paranaense ving zo'n 8 miljoen euro voor zijn overgang. Vlak na de komst van Fernandinho won Sjachtar Donetsk de Oekraïense supercup na een strafschoppenreeks tegen Dynamo Kiev, Fernandinho speelde echter nog niet mee. Hij debuteerde voor Sjachtar op 30 juli 2005 door Jádson te vervangen in de competitiewedstrijd tegen Kryvbas Kryvy Rih. Op 10 augustus speelde Fernandinho zijn eerste wedstrijd in Europees verband, tegen Inter Milaan in de derde kwalificatieronde van de UEFA Champions League 2005/06. Hij verving in deze wedstrijd Igor Duljaj. Op 3 november was Fernandinho voor het eerst trefzeker voor Sjachtar, bij een 2–0 in de groepsfase van de UEFA Cup tegen VfB Stuttgart. In zijn eerste seizoen bij Sjachtar speelde Fernandinho niet altijd in de basiself, maar deed dat wel in de wedstrijd om de titel tegen Dynamo Kiev op 14 mei 2006. Hij gaf in deze wedstrijd de assist bij het winnende doelpunt in de verlenging van Aghahowa. Op 17 juli 2006 speelde Sjachtar Donetsk opnieuw tegen Dinamo Kiev, voor de Oekraïense Supercup. Deze wedstrijd werd met 0–2. Op 31 oktober scoorde Fernandinho voor het eerst in een Champions League-duel, bij een 2–2 gelijkspel tegen Valencia. Op 27 mei 2006 verloor Fernandinho met Sjachtar de finale van de Oekraïense voetbalbeker tegen Dynamo Kiev. Achter dat team eindigde Sjachtar ook in de Premjer Liha.
Op 10 juli 2007 verloor Sjachtar Donetsk na een strafschoppenreeks de Oekraïense supercup van Dynamo Kiev. Fernandinho benutte zijn penalty. Hij had een groot aandeel bij het heroveren van het Oekraïense landskampioenschap: hij was in 29 wedstrijden bij achttien doelpunten betrokken. Sjachtar won de dubbel, want ook de Oekraïense beker werd gewonnen door Dynamo Kiev met 2–0 te verslaan. Op 15 juli 2008 won Sjachtar opnieuw van Dinamo Kiev. Na een 1–1 stand na de verlenging benutte Fernandinho Sjachtar's beslissende penalty in de strafschoppenreeks. Op 9 december won Sjachtar Donetsk met 2–3 van FC Barcelona in de Champions League. Fernandinho scoorde een doelpunt in deze wedstrijd. Deze winst was niet goed genoeg om te kwalificeren voor de knock-outfase van de Champions League, maar Sjachtar mocht wel instromen in de knock-outfase van de UEFA Cup. Hierin scoorde Fernandinho in de zestiende finale tegen Tottenham Hotspur, in de achtste finale tegen CSKA Moskou, in de kwartfinale tegen Olympique Marseille en in de halve finale tegen Dynamo Kiev. In de finale werd na een verlenging Werder Bremen verslagen. Dit betekende voor Sjachtar de eerste internationale prijs in haar clubgeschiedenis. Fernandinho speelde de volledige finale. In de Premjer Liha eindigde Sjachtar tweede achter Dinamo Kiev. In de finale van de finale van de Oekraïense beker werd Fernandinho in de 57e minuut van het veld gestuurd met een directe rode kaart. Vorskla Poltava bleek met 1–0 te sterk.
Op 28 augustus 2009 speelde Fernandinho met Sjachtar de UEFA Super Cup tegen FC Barcelona. Sjachtar hield lang stad, maar in de tweede helft van de verlenging scoorde Pedro voor Barcelona, het enige doelpunt van de wedstrijd. Fernandinho won in het seizoen 2009/10 voor de derde maal in zijn carrière de Premjer Liha. Sjachtar werd, ondanks een doelpunt van Fernandinho, in de halve finale van de beker uitgeschakeld door stadsgenoot Metaloerh Donetsk. In alle competities speelde Fernandinho dat seizoen 39 wedstrijden, waarin hij acht keer scoorde. Op 4 juli 2010 won Sjachtar met liefst 7–1 van Tavrija Simferopol om de Oekraïense supercup. Fernandinho gaf twee assists in deze wedstrijd. Van september t/m maart moest Fernandinho veel wedstrijden missen wegens een scheenbeenbreuk, als was verwacht dat Fernandinho ook de slotfase van het seizoen moest missen. Hij keerde terug voor het tweeluik met FC Barcelona voor de kwartfinale van de Champions League. Deze werd met 6–1 verloren. Sjachtar won de landelijke dubbel, de Premjer Liha werd met zeven punten meer dan Dynamo Kiev gewonnen en in de bekerfinale werd datzelfde Dynamo Kiev met 0–2 gewonnen. Op 5 juli 2011 speelde Sjachtar opnieuw tegen Dynamo Kiev voor de Oekraïense supercup. Fernandinho scoorde voor Sjachtar, maar Dynamo Kiev won met 1–3. Op 27 juli verlengde Fernandinho zijn contract bij Sjachtar Donetsk tot de zomer van 2016. In het seizoen 2011/12 won Sjachtar opnieuw de landelijke dubbel. Fernandinho speelde niet mee in het enige verliespartij van Sjachtar in de competitie, tegen Metalist Charkov. Het was de vijfde landstitel van Fernandinho bij Sjachtar. De finale van de Oekraïense beker werd na een verlenging met 1–2 gewonnen van Metaloerh Donetsk. Tegen datzelfde team won Sjachtar op 10 juli 2012 met 0–2, waarmee de Oekraïense supercup werd gewonnen. Fernandinho gaf de assist bij het laatste doelpunt van Douglas Costa. Op 23 oktober was Fernandinho trefzeker in het Champions League-duel met Chelsea, dat met 2–1 gewonnen werd. Fernandinho sloot zijn periode bij Sjachtar af door voor de derde keer achter elkaar de Oekraïense dubbel te winnen. In de Premjer Liha eindigde Sjachtar op de eerste plaats, met dertien punten meer dan nummer twee Metalist Charkov. Fernandinho scoorde het openingsdoelpunt in de bekerfinale, waarin Sjachtar met 3–0 te sterk was voor Tsjornomorets Odessa.

### Manchester City
Fernandinho verruilde Sjachtar Donetsk in juli 2013 voor een bedrag van veertig miljoen euro voor Manchester City. Hier tekende hij in eerste instantie een contract voor vier jaar. Fernandinho werd onder coach Manuel Pellegrini direct basisspeler. Bij zijn debuut tegen Newcastle United in de Premier League op 19 augustus 2013 startte hij in de basis. Op 17 september speelde Fernandinho voor het eerst in Europees verband voor Manchester City, in het Champions League-duel met Viktoria Pilsen. Ook in deze wedstrijd stond Fernandinho in de basis. Op 14 december 2013 scoorde Fernandinho zowel zijn eerste als zijn tweede doelpunt voor Manchester City in de Premier League tegen Arsenal. Op 2 maart 2014 won Manchester City de League Cup door in de finale met 3–1 Sunderland te verslaan. Op de laatste speeldag verzekerde Manchester City zich van de Engelse titel door met 2–0 te winnen van West Ham United. Fernandinho verving in deze wedstrijd Džeko. Op 10 augustus 2014 ging Manchester City met 3–0 onderuit tegen Arsenal om de Community Shield, Fernandinho speelde in deze wedstrijd niet mee. Op 5 november, tegen CSKA Moskou in de Champions League, verving Fernandinho in de rust Jovetić. 25 minuten later kreeg hij zijn tweede gele kaart te zien en moest hij het veld verlaten. Manchester City werd in de achtste finale 
uitgeschakeld door FC Barcelona. In de Premier League eindigde Manchester als nummer twee met acht punten achter Chelsea. In het seizoen 2014/15 speelde Fernandinho in de Premier League 33 wedstrijden, waarin hij bij zeven doelpunten betrokken was. In het seizoen daarop won Fernandinho voor de tweede keer in zijn carrière de League Cup. Nadat Fernandinho in de halve finale tegen Everton als trefzeker was, was hij ook verantwoordelijk voor het enige doelpunt van Manchester City in de reguliere tijd in de finale tegen Liverpool. Omdat de stand na negentig en 120 minuten 1–1 was, volgde een strafschoppenreeks. Hierin miste Fernandinho zijn penalty, maar ondanks dat won Manchester City alsnog de beker. In de Premier League speelde Fernandinho 33 wedstrijden en eindigde Manchester City op de vierde plaats. In de Champions League zorgde Manchester City voor de beste Europese prestatie in haar clubhistorie door de halve finale te bereiken. In de kwartfinale tegen Paris Saint-Germain was Fernandinho goed voor een doelpunt en een assist.
Fernandinho bleef basisspeler toen Pellegrini in 2016 werd opgevolgd door Josep Guardiola. In het eerste seizoen van Guardiola bij Manchester City speelde Fernandinho in 44 wedstrijden in alle competities. Fernandinho moest een paar wedstrijden missen nadat hij Fàbregas bij de keel greep in het Premier League-duel met Chelsea op 3 december 2016 en met twee benen een tackle maakte op Guðmundsson op 2 januari 2017. In het seizoen 2017/18 won Manchester City voor de derde keer de Premier League. Manchester City verbrak meerdere records, waaronder het meeste aantal punten van één team in een Premier League-seizoen (100), meeste doelpunten gescoord (106) en de meeste overwinningen achter elkaar (18). Fernandinho was bij acht doelpunten betrokken in 34 wedstrijden. Hij stond ook in de basiself in de finale van de League Cup op 25 februari 2018, die met 0–3 werd gewonnen tegen Arsenal. Vroeg in de tweede helft moest hij echter het veld verlaten wegens een blessure. In het seizoen 2018/19 kroonde Manchester City zich opnieuw tot kampioen van Engeland. Het was de zesde keer dat een club twee seizoenen op rij de Premier League won. Manchester City werd ook de eerste ploeg die alle vier de nationale prijzen in Engeland won. Naast de Premier League werd de Community Shield gewonnen door Chelsea met 0–2 te verslaan, de League Cup gewonnen door in de finale na een strafschoppenreeks opnieuw Chelsea te verslaan en de FA Cup gewonnen door in de finale met 6–0 van Watford te winnen. In de Champions League werd Man City echter in de kwartfinale uitgeschakeld door Tottenham Hotspur. In alle competities speelde Fernandinho in 39 wedstrijden en scoorde hij één keer, tegen Burnley op 20 oktober. Door de komst van Rodri, het vertrek van Kompany en een blessure voor Laporte speelde Fernandinho in het seizoen 2019/20 vooral als centrale verdediger i.p.v. verdedigende middenvelder. Op 26 oktober 2019 werd Fernandinho na Willian en Lucas Leiva de derde Braziliaan die minimaal tweehonderd Premier League-wedstrijden speelde. Bij deze met wedstrijd, waarin Aston Villa met 3–0 verslagen, werd Fernandinho vlak voor het tijd met zijn tweede gele kaart van het veld gestuurd. Op 28 januari 2020 werd bekendgemaakt dat Fernandinho zijn contract bij Manchester City met één jaar verlengde, tot de zomer van 2021.

## Statistieken
| Seizoen     | Club                      | Land              | Competitie     | Competitie | Competitie | Beker | Beker | Ligabeker | Ligabeker | Supercup | Supercup | Continentaal | Continentaal | Totaal | Totaal |
| Seizoen     | Club                      | Land              | Competitie     | Wed.       | Dlp.       | Wed.  | Dlp.  | Wed.      | Dlp.      | Wed.     | Dlp.     | Wed.         | Dlp.         | Wed.   | Dlp.   |
| ----------- | ------------------------- | ----------------- | -------------- | ---------- | ---------- | ----- | ----- | --------- | --------- | -------- | -------- | ------------ | ------------ | ------ | ------ |
| 2002        | Club Athletico Paranaense | Vlag van Brazilië | Série A        | ?          | ?          | ?     | ?     | ?         | ?         | ?        | ?        | ?            | ?            | ?      | ?      |
| 2003        | Club Athletico Paranaense | Vlag van Brazilië | Série A        | ?          | ?          | ?     | ?     | ?         | ?         | ?        | ?        | ?            | ?            | ?      | ?      |
| 2004        | Club Athletico Paranaense | Vlag van Brazilië | Série A        | ?          | ?          | ?     | ?     | ?         | ?         | ?        | ?        | ?            | ?            | ?      | ?      |
| 2005        | Club Athletico Paranaense | Vlag van Brazilië | Série A        | ?          | ?          | ?     | ?     | ?         | ?         | ?        | ?        | ?            | ?            | ?      | ?      |
| Club totaal | Club totaal               | Club totaal       | Club totaal    | ?          | ?          | ?     | ?     | ?         | ?         | ?        | ?        | ?            | ?            | 81     | 15     |
| 2005/06     | FK Sjachtar Donetsk       | Vlag van Oekraïne | Premjer Liha   | 23         | 1          | —     | —     | —         | —         | —        | —        | 9            | 1            | 32     | 2      |
| 2006/07     | FK Sjachtar Donetsk       | Vlag van Oekraïne | Premjer Liha   | 25         | 1          | 2     | 0     | —         | —         | 1        | 0        | 11           | 3            | 39     | 4      |
| 2007/08     | FK Sjachtar Donetsk       | Vlag van Oekraïne | Premjer Liha   | 29         | 11         | 3     | 1     | —         | —         | 1        | 0        | 8            | 0            | 41     | 12     |
| 2008/09     | FK Sjachtar Donetsk       | Vlag van Oekraïne | Premjer Liha   | 21         | 5          | 3     | 0     | —         | —         | 1        | 0        | 17           | 6            | 42     | 11     |
| 2009/10     | FK Sjachtar Donetsk       | Vlag van Oekraïne | Premjer Liha   | 24         | 4          | 2     | 2     | —         | —         | 1        | 0        | 12           | 2            | 39     | 8      |
| 2010/11     | FK Sjachtar Donetsk       | Vlag van Oekraïne | Premjer Liha   | 15         | 3          | 2     | 0     | —         | —         | 1        | 0        | 2            | 0            | 20     | 3      |
| 2011/12     | FK Sjachtar Donetsk       | Vlag van Oekraïne | Premjer Liha   | 24         | 4          | 3     | 1     | —         | —         | 1        | 1        | 4            | 0            | 32     | 6      |
| 2012/13     | FK Sjachtar Donetsk       | Vlag van Oekraïne | Premjer Liha   | 23         | 2          | 4     | 3     | —         | —         | 1        | 0        | 8            | 1            | 36     | 6      |
| Club totaal | Club totaal               | Club totaal       | Club totaal    | 184        | 31         | 19    | 7     | -         | -         | 7        | 1        | 71           | 13           | 281    | 52     |
| 2013/14     | Manchester City FC        | Vlag van Engeland | Premier League | 33         | 5          | 2     | 0     | 1         | 0         | —        | —        | 8            | 0            | 46     | 5      |
| 2014/15     | Manchester City FC        | Vlag van Engeland | Premier League | 33         | 3          | 1     | 0     | 2         | 0         | —        | —        | 7            | 0            | 43     | 3      |
| 2015/16     | Manchester City FC        | Vlag van Engeland | Premier League | 33         | 2          | 1     | 0     | 4         | 2         | —        | —        | 12           | 2            | 43     | 3      |
| 2016/17     | Manchester City FC        | Vlag van Engeland | Premier League | 32         | 2          | 3     | 0     | —         | —         | —        | —        | 9            | 1            | 44     | 3      |
| 2017/18     | Manchester City FC        | Vlag van Engeland | Premier League | 34         | 5          | 3     | 0     | 3         | 0         | —        | —        | 8            | 0            | 48     | 5      |
| 2018/19     | Manchester City FC        | Vlag van Engeland | Premier League | 29         | 1          | 3     | 0     | 1         | 0         | 1        | 0        | 8            | 0            | 48     | 5      |
| 2019/20     | Manchester City FC        | Vlag van Engeland | Premier League | 30         | 0          | 1     | 0     | 2         | 0         | —        | —        | 8            | 0            | 41     | 0      |
| 2020/21     | Manchester City FC        | Vlag van Engeland | Premier League | 21         | 0          | 4     | 0     | 4         | 1         | —        | —        | 7            | 0            | 36     | 1      |
| 2021/22     | Manchester City FC        | Vlag van Engeland | Premier League | 12         | 1          | —     | —     | 1         | 0         | 1        | 0        | 3            | 0            | 17     | 1      |
| Club totaal | Club totaal               | Club totaal       | Club totaal    | 257        | 19         | 18    | 0     | 18        | 3         | 2        | 0        | 70           | 3            | 367    | 25     |
| TOTAAL      | TOTAAL                    | TOTAAL            | TOTAAL         | 441        | 50         | 37    | 7     | 18        | 3         | 9        | 1        | 141          | 16           | 729    | 93     |

## Interlandcarrière
Fernandinho debuteerde op 10 augustus 2011 onder bondscoach Mano Menezes in het Braziliaans voetbalelftal, in een met 3–2 verloren oefeninterland tegen Duitsland. Tussen mei 2012 en november 2013 werd Fernandinho niet geselecteerd voor het Braziliaans elftal, hij miste dus ook de Confederations Cup, die door Brazilië werd gewonnen. Op 5 maart 2014 speelde Fernandinho weer en scoorde hij zijn eerste interlanddoelpunt. Hij schoot toen de 0–4 binnen in een met 0–5 gewonnen oefeninterland tegen Zuid-Afrika. Bondscoach Luiz Felipe Scolari nam Fernandinho drie maanden later op in de Braziliaanse selectie voor het WK 2014 in eigen land, zijn eerste eindtoernooi. Hierop kwam hij in actie in de laatste vijf van de zeven wedstrijden die de Brazilianen speelden. Hij scoorde in de met 1–4 gewonnen groepswedstrijd tegen Kameroen. Brazilië werd vierde op dit toernooi.
Fernandinho was ook basisspeler van de Braziliaanse ploeg op de Copa América 2015. Hij miste geen minuut op dit toernooi. Hij schoot raak in de strafschoppenserie in de achtste finale tegen Paraguay, maar desondanks werd Brazilië in die wedstrijd uitgeschakeld. Op de Copa América Centenario een jaar later bleef Fernandinho thuis, evenals o.a. Neymar, Marcelo, Oscar en Thiago Silva. Zonder deze spelers werd Brazilië in de groepsfase uitgeschakeld. Fernandinho werd wel weer geselecteerd voor het WK 2018 door Tite. Hij kwam in elke wedstrijd in actie. De kwartfinale tegen België was de enige keer dat hij vanaf de basis begon. In deze wedstrijd werd Brazilië ook uitgeschakeld. Een jaar later won Fernandinho met Brazilië de Copa América 2019 in eigen land. Hierop viel hij in het tweede groepsduel met Venezuela uit met knieklachten en miste hij de rest van het toernooi.

## Erelijst
| Competitie                 |                  |                                                      |                  |                  |
| Competitie                 | Aantal           | Jaren                                                |                  |                  |
| Sjachtar Donetsk           | Sjachtar Donetsk | Sjachtar Donetsk                                     | Sjachtar Donetsk | Sjachtar Donetsk |
| -------------------------- | ---------------- | ---------------------------------------------------- | ---------------- | ---------------- |
| UEFA Cup                   | 1x               | 2008/09                                              |                  |                  |
| Kampioen van Oekraïne      | 6x               | 2005/06, 2007/08, 2009/10, 2010/11, 2011/12, 2012/13 |                  |                  |
| Beker van Oekraïne         | 4x               | 2007/08, 2010/11, 2011/12, 2012/13                   |                  |                  |
| Oekraïense supercup        | 3x               | 2008, 2010, 2012                                     |                  |                  |
| Manchester City            |                  |                                                      |                  |                  |
| Kampioen Premier League    | 4x               | 2013/14, 2017/18, 2018/19, 2020/21                   |                  |                  |
| FA Cup                     | 1x               | 2018/19                                              |                  |                  |
| League Cup                 | 6x               | 2013/14, 2015/16, 2017/18, 2018/19, 2019/20, 2020/21 |                  |                  |
| Community Shield           | 2x               | 2018, 2019                                           |                  |                  |
| Brazilië –20               |                  |                                                      |                  |                  |
| Wereldkampioen voetbal –20 | 1x               | 2003                                                 |                  |                  |
| Brazilië                   |                  |                                                      |                  |                  |
| Copa América               | 1x               | 2019                                                 |                  |                  |